# Дискография Niletto
Дискография российского исполнителя Niletto состоит из 7 альбомов (1 лонгплея и 6 мини-альбомов) и 50 синглов (включая 8 в качестве приглашённого исполнителя).

## Альбомы

### Лонгплей
| Название  | Детали                                                                      |
| --------- | --------------------------------------------------------------------------- |
| «Криолит» | - Релиз: 18 февраля 2022 - Лейбл: Zion Music - Формат: цифровая дистрибуция |

### Мини-альбомы
| Название           | Детали                                                                               |
| ------------------ | ------------------------------------------------------------------------------------ |
| «Хентай»           | - Релиз: 29 июня 2018 - Лейбл: Союз Мьюзик - Формат: цифровая дистрибуция            |
| And There We Go    | - Релиз: 7 сентября 2018 - Лейбл: Союз Мьюзик - Формат: цифровая дистрибуция         |
| «Ляля»             | - Релиз: 6 ноября 2018 - Лейбл: Zion Music - Формат: цифровая дистрибуция            |
| «Голос черновиков» | - Релиз: 18 января 2019 - Лейбл: Zion Music / NILETTO - Формат: цифровая дистрибуция |
| «Простым»          | - Релиз: 26 марта 2020 - Лейбл: Zion Music / NILETTO - Формат: цифровая дистрибуция  |
| «юбилейный 30»     | - Релиз: 1 октября 2021 - Лейбл: Zion Music - Формат: цифровая дистрибуция           |

## Синглы

### В качестве ведущего исполнителя
| Год  | Название                                                                | Высшие позиции в чартах  | Высшие позиции в чартах | Высшие позиции в чартах |
| Год  | Название                                                                | Top Radio & YouTube Hits | Top Radio Hits          | Top YouTube Hits        |
| ---- | ----------------------------------------------------------------------- | ------------------------ | ----------------------- | ----------------------- |
| 2017 | «ДЫН»                                                                   | —                        | —                       | —                       |
| 2018 | «And There We Go»                                                       | —                        | —                       | —                       |
| 2018 | «Остаться» (совместно с SLIMUS & DEADSILENCE)                           | —                        | —                       | —                       |
| 2018 | «We Are Your Friends»                                                   | —                        | —                       | —                       |
| 2018 | «Эвтаназия души»                                                        | —                        | —                       | —                       |
| 2018 | «Сердце танцует»                                                        | —                        | —                       | —                       |
| 2018 | «Дети элиты»                                                            | —                        | —                       | —                       |
| 2019 | «Ай» (совместно с BITTUEV)                                              |                          |                         |                         |
| 2019 | «Веретено» (совместно с Lira, V1NCENT & LAZ)                            | —                        | —                       | —                       |
| 2019 | «Довела» (при уч. BITTUEV)                                              | 607                      | —                       | 63                      |
| 2019 | «Куртка на двоих»                                                       | —                        | —                       | —                       |
| 2019 | «Гучи» (при уч. Зелимхан)                                               | —                        | —                       | —                       |
| 2019 | «Любимка»                                                               | 1                        | 3                       | 1                       |
| 2019 | «Грустный смайл»                                                        | —                        | —                       | —                       |
| 2019 | «Сигнальные огни»                                                       | —                        | —                       | —                       |
| 2019 | «Повезёт»                                                               | 284                      | 668                     | 32                      |
| 2020 | «Ты такая красивая»                                                     | 28                       | 43                      | 20                      |
| 2020 | «Платить за дружбу не нужно»                                            | 182                      | —                       | 34                      |
| 2020 | «Краш» (совместно с Клавой Кокой)                                       | 1                        | 26                      | 1                       |
| 2020 | «Молодым»                                                               | 152                      | 874                     | 45                      |
| 2020 | «Если тебе будет грустно» (при уч. Rauf & Faik)                         | 3                        | 27                      | 2                       |
| 2020 | «В мире людей»                                                          | 198                      | —                       | 39                      |
| 2020 | «Дай мне»                                                               | 198                      | 555                     | 65                      |
| 2020 | «невывоЗИМАя»                                                           | 115                      | 121                     | 25                      |
| 2021 | «Время отпусти меня» (при уч. Niti May & ZippO)                         | —                        | —                       | —                       |
| 2021 | «Не люблю?» (совместно с Анет Сай)                                      | 28                       | 52                      | 24                      |
| 2021 | «Someone like you»                                                      | 29                       | 53                      | 9                       |
| 2021 | «Подойди»                                                               | —                        | —                       | —                       |
| 2021 | «Быть собой» (совместно с Bittuev)                                      | —                        | —                       | —                       |
| 2022 | «Angels»                                                                | —                        | —                       | —                       |
| 2022 | «М5»                                                                    | —                        | —                       | —                       |
| 2022 | «Flip Flap»                                                             | —                        | —                       | —                       |
| 2022 | «Сколько стоит любовь» (совместно с Моргенштерном, The Limba & Boombl4) | —                        | —                       | —                       |
| 2022 | «Дурная привычка» (совместно с Idris & Leos)                            | —                        | —                       | —                       |
| 2022 | «Летуаль»                                                               | —                        | —                       | —                       |
| 2022 | «Карамель»                                                              | —                        | —                       | —                       |
| 2023 | «Кипиш»                                                                 | —                        | —                       | —                       |
| 2023 | «Не вспоминай» (совместно с Олегом Майами & Лёшей Свиком)               | —                        | —                       | —                       |
| 2023 | «Тай» (совместно с Souloud)                                             | —                        | —                       | —                       |
| 2023 | «Летний дождь»                                                          | —                        | —                       | —                       |
| 2023 | «Ты чё такая смелая» (совместно с Goshu)                                | —                        | —                       | —                       |
| 2023 | «Зеркала» (совместно с Лёшей Свиком)                                    | —                        | —                       | —                       |
| 2023 | «Снова холодает»                                                        | —                        | —                       | —                       |
| 2024 | «Громче города» (совместно с Олегом Майами & Лёшей Свиком)              | —                        | —                       | —                       |
| 2024 | «Сансара» (совместно с Кравц & Красное Дерево)                          | —                        | —                       | —                       |
| 2024 | «Счастливым»                                                            | —                        | —                       | —                       |

### В качестве приглашённого исполнителя
| Год  | Название             | Другой исполнитель | Альбом                                  |
| ---- | -------------------- | ------------------ | --------------------------------------- |
| 2017 | «Осколки»            | Андрей Али         | Внеальбомный сингл                      |
| 2018 | «Веретено»           | Та Сторона         | Внеальбомный сингл                      |
| 2019 | «Под этими небесами» | Lira               | «Сборник»                               |
| 2019 | «Твоими молтвами»    | Lira               | «Сборник»                               |
| 2020 | «Fly 2»              | Zivert             | Внеальбомный сингл                      |
| 2020 | «Embarrassing»       | Nigan 333          | «Real Talk»                             |
| 2020 | «Hello»              | Пламли & Споти     | «Супер»                                 |
| 2021 | «Панда»              | Брутто             | «Гаддем 2»                              |
| 2021 | «Не люблю?»          | Анет Сай           | «Ч.2. Любовь-EP / Любовь. Слезы. Движ.» |
| 2022 | «Территория»         | May Wave$          | «Rage Boi Wavy»                         |
| 2023 | «Вдыхай меня»        | Goshu              | Внеальбомный сингл                      |
| 2023 | «Калетят»            | Джакомо            | Внеальбомный сингл                      |

## Другие песни в чартах
| Год  | Название             | Высшие позиции в чартах  | Высшие позиции в чартах | Высшие позиции в чартах | Альбом    |
| Год  | Название             | Top Radio & YouTube Hits | Top Radio Hits          | Top YouTube Hits        | Альбом    |
| ---- | -------------------- | ------------------------ | ----------------------- | ----------------------- | --------- |
| 2020 | «Я стану простым»    | 556                      | —                       | 70                      | «Простым» |
| 2020 | «Сирень»             | 66                       | —                       | 27                      | «Простым» |
| 2020 | «Я останусь простым» | 328                      | 358                     | —                       | «Простым» |

## Видеоклипы
| Год  | Название                                                 | Альбом                                                     |
| ---- | -------------------------------------------------------- | ---------------------------------------------------------- |
| 2019 | «Куртка на двоих»                                        | Внеальбомные синглы                                        |
| 2019 | «Довела» (при уч. Bittuev)                               | Внеальбомные синглы                                        |
| 2019 | «Любимка»                                                | Внеальбомные синглы                                        |
| 2020 | «Ты такая красивая»                                      | Внеальбомные синглы                                        |
| 2020 | «Платить за дружбу не нужно (mood video)»                | «Простым»                                                  |
| 2020 | «Fly 2 (mood video)» (при уч. Zivert)                    | Внеальбомные синглы                                        |
| 2020 | «Краш» (совместно с Клавой Кокой)                        | Внеальбомные синглы                                        |
| 2020 | «Молодым»                                                | Внеальбомные синглы                                        |
| 2020 | «Ты такая красивая (romantic edition)»                   | Внеальбомные синглы                                        |
| 2020 | «Дай мне (mood video)»                                   | Внеальбомные синглы                                        |
| 2020 | «Если тебе будет грустно (video)» (при уч. Rauf & Faik)  | Внеальбомные синглы                                        |
| 2021 | «Не люблю?» (совместно с Анет Сай)                       | «Ч.2. Любовь-EP / Любовь. Слезы. Движ.» (альбомы Анет Сай) |
| 2021 | «невывоЗИМАя»                                            | Внеальбомные синглы                                        |
| 2021 | «Someone like you»                                       | Внеальбомные синглы                                        |
| 2021 | «Панда» (совместно с Брутто)                             | Внеальбомные синглы                                        |
| 2021 | «Быть собой» (совместно с Bittuev)                       | Внеальбомные синглы                                        |
| 2022 | «Она спит» (совместно с May Wave$)                       | «Криолит»                                                  |
| 2022 | «M5»                                                     | «Криолит»                                                  |
| 2022 | «Na na na na na na»                                      | «Криолит»                                                  |
| 2022 | «Sigh» (совместно с Kyivstoner)                          | «Криолит»                                                  |
| 2022 | «Angels»                                                 | «Криолит»                                                  |
| 2022 | «Лёд»                                                    | «Криолит»                                                  |
| 2022 | «Дурная привычка» (совместно с Idris & Leos)             | Внеальбомные синглы                                        |
| 2023 | «Вдыхай меня» (совместно с Goshu)                        | Внеальбомные синглы                                        |
| 2023 | «Не вспоминай» (совместно с Олегом Майами, Лёшей Свиком) | Внеальбомные синглы                                        |

### Участие в видеоклипах у других исполнителей
| Год  | Название | Другой исполнитель | Альбом             |
| ---- | -------- | ------------------ | ------------------ |
| 2021 | «Братик» | Bittuev            | Внеальбомный сингл |